# 토머스 아널드

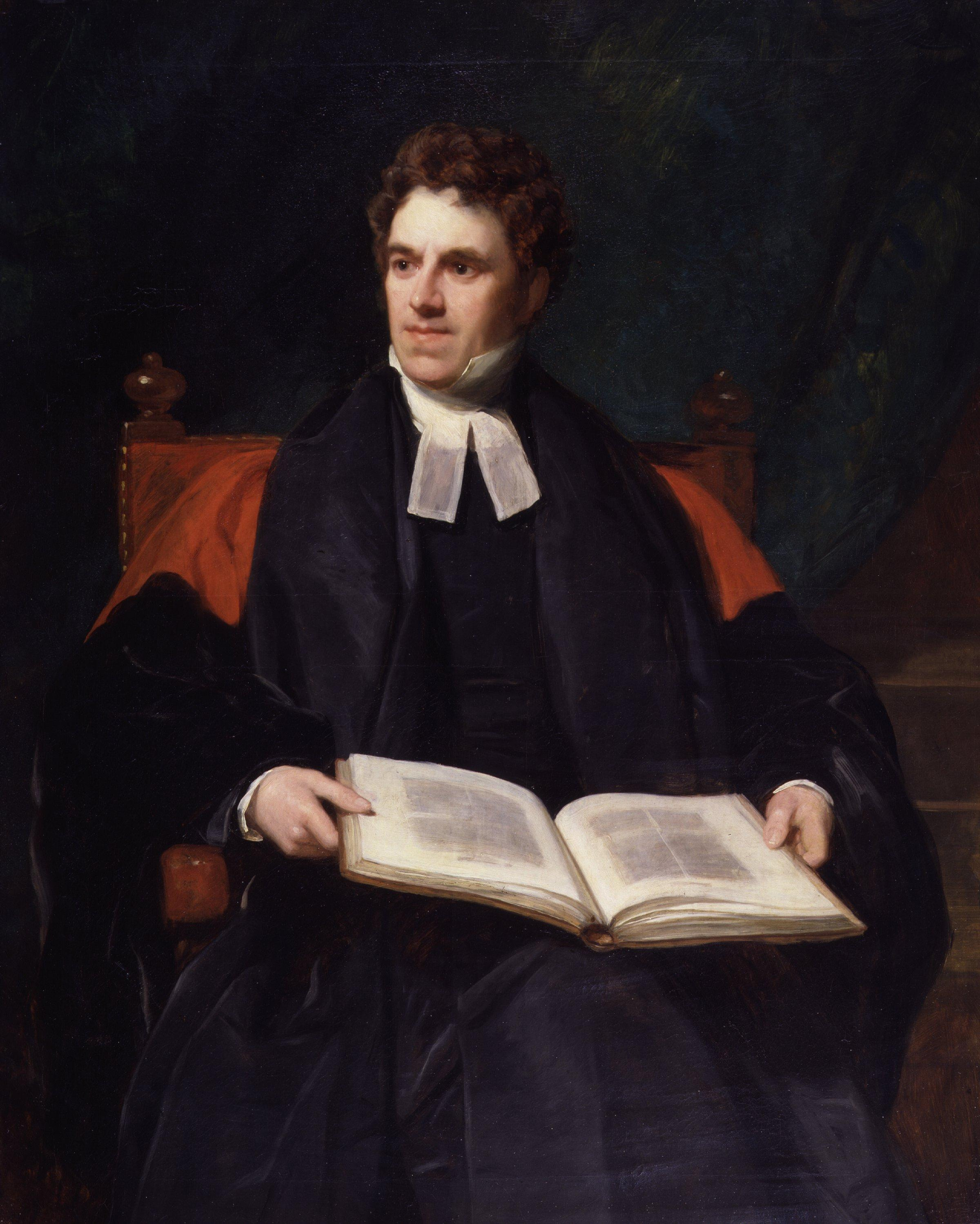
토머스 아널드

토머스 아널드(Thomas Arnold, 1795년 6월 13일 ~ 1842년 6월 12일)는 영국의 교육자, 역사가이다. 럭비 스쿨의 교장으로 공립학교 교육을 쇄신하였다. 자식으로 시인으로 유명한 매슈 아널드가 있다.